# Alopoglossus viridiceps
Espèce
Alopoglossus viridiceps est une espèce de sauriens de la famille des Gymnophthalmidae.

## Répartition

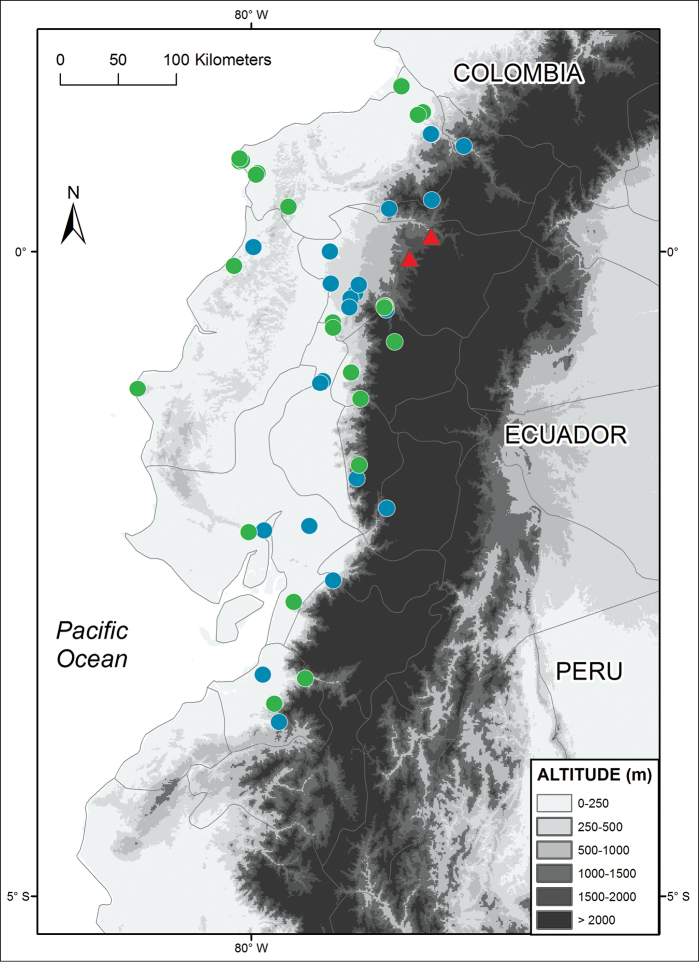
Distribution en Équateur
Alopoglossus festae cercles
Alopoglossus viridiceps triangles

Cette espèce est endémique de la province de Pichincha en Équateur.

## Description
Les mâles mesurent jusqu'à 64,13 mm de longueur standard et les femelles jusqu'à 57,22 mm.

## Étymologie
Son nom d'espèce, du latin viridis, « vert », et ceps, « tête », fait référence à la coloration de sa tête.

## Publication originale
- Torres-Carvajal & Lobos, 2014 : A new species of Alopoglossus lizard (Squamata,Gymnophthalmidae) from the tropical Andes, with a molecular phylogeny of the genus. ZooKeys, no 410, p. 105–120 (texte intégral).